# Gran Vía (Salamanca)

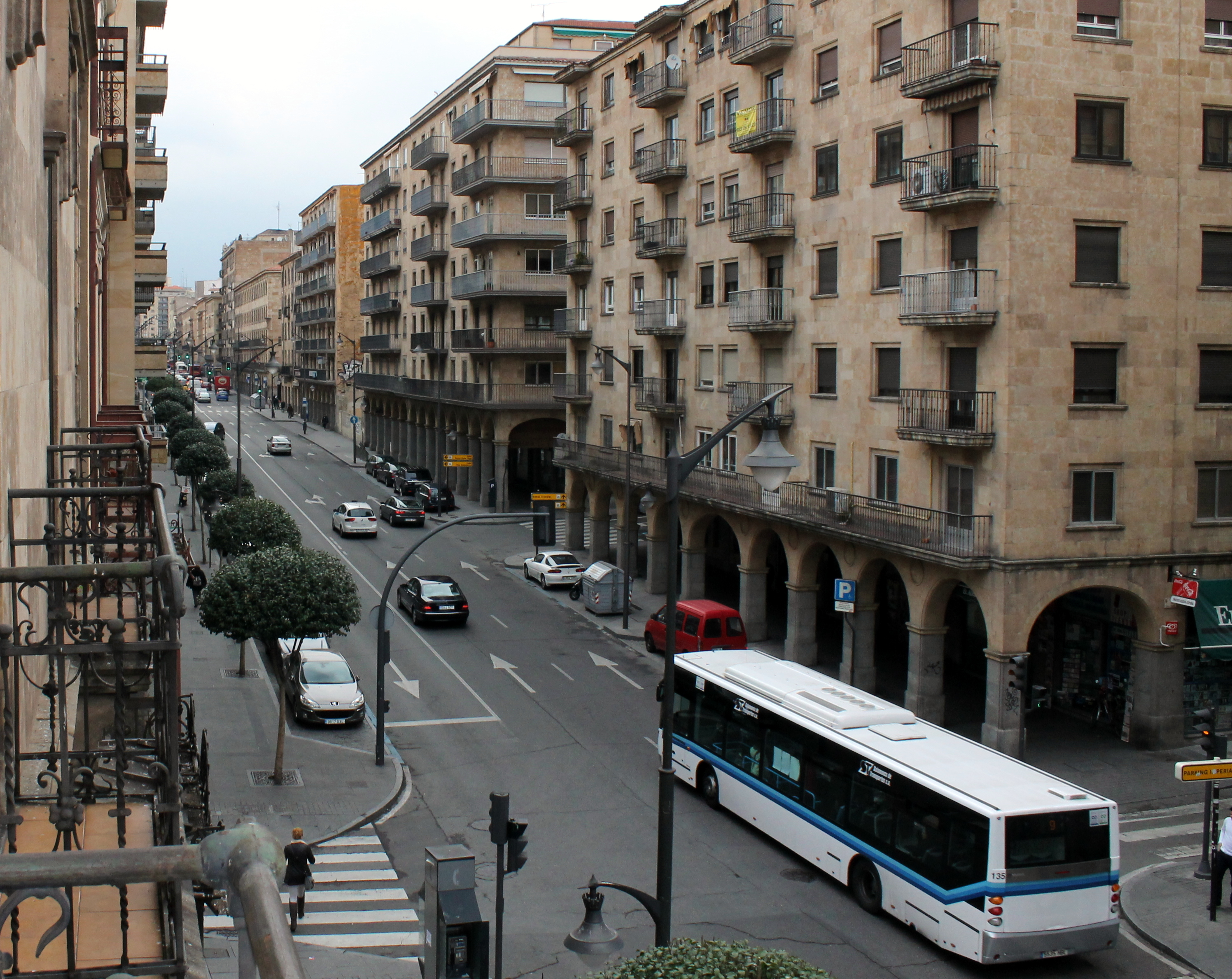
La Gran Vía a la altura del cruce con la calle San Justo.

La Gran Vía es una de las principales calles de la ciudad española de Salamanca, situada en el casco antiguo. En ella se encuentra la sede de instituciones como la Junta de Castilla y León, Correos, los Juzgados o la Subdelegación del Gobierno. Es, asimismo, la arteria básica de comunicación norte-sur dentro del casco histórico salmantino. En la calle se puede ver un Monumento al Empresario, erigido en 1986 por la Cámara de Comercio, obra de Gabriel Sánchez Calzada.
Se construyó principalmente a lo largo de la primera mitad del siglo XX mediante la expropiación y derribo de numerosos edificios y alterando el trazado de diversas calles, siguiendo la filosofía de la Gran Vía de Madrid de crear una avenida amplia que descongestionase el centro de la ciudad.
Nace en la confluencia de las calles Arroyo de Santo Domingo, del Rosario y de Juan de la Fuente, para terminar en la Plaza de España, atravesando a su paso las plazas de la Constitución y de San Julián. En la calle vivió Gonzalo Torrente Ballester.